# Rhododendron 'Toucan'
Rhododendron 'Toucan' — сорт листопадных рододендронов. Декоративное садовое растение. 

## Биологическое описание
Высокий листопадный кустарник с широкой кроной. В возрасте 10 лет высота около 2 м.
Листья эллиптические, заостренные, матово-зеленые, покрыты железистыми волосками, осенью окрашиваются в оранжево-коричневые тона.
Соцветия округлые, несут 7—14 цветков.
Цветки от бледно-кремового до лимонно-жёлтого с розовым оттенком и ярким жёлтым пятном. 
Цветение в конце мая — середине июня.

## В культуре
Выдерживает понижения температуры до −29 °С. 